# Parfaitone
『Parfaitone』（パルフェトーン）は、ClariSの6枚目のスタジオ・アルバム。2022年4月6日にSACRA MUSICから発売。

## 概要
2022年2月12日に開催された『オダイバ!!超次元音楽祭-ヨコハマからハッピーバレンタインフェス2022-』にてリリースが発表されたアルバムで、オリジナルアルバムとしては2018年11月の『Fairy Party』以来約3年5ヶ月ぶり、ベスト盤を含めても2020年10月の『ClariS 10th Anniversary BEST - Pink Moon & Green Star -』以来約1年5ヶ月ぶりのアルバムリリースとなる。アルバムタイトルは「パフェ」と「トーン（音・音色）」をあわせた造語で、クララは「パフェはいろいろな個性のある食材がひとつになって素敵なスイーツになっている。それと同じく、いろいろな個性のある曲を今回お届けしてきて、それをひとつの作品として皆さんにお届けする」、カレンは「パフェという言葉はパーフェクト（perfect）の略としても使っており、言葉を分けると、“パーフェクトワン”という意味になる。いろいろな個性があるものを完璧なものに仕上げて、唯一無二のものにしようという思いが込められている」とタイトルに込めた意味とコンセプトを語っている。
収録曲はこれまで発表したシングル曲に加え、コンセプトミニアルバム『SUMMER TRACKS -夏のうた-』のリード曲「Summer Delay」も収録。新曲の中には同じ北海道出身であるGLAYのTAKUROが今回のために提供した「瞳の中のローレライ」が含まれており、この曲は3月19日に先行配信リリースされている。
販売形態は通常盤（VVCL-2024）、初回生産限定盤（VVCL-2022〜2023）、完全生産限定盤（VVCL-2020〜2021）の3形態。それぞれ以下の違いがある。
- 通常盤はCDのみだが、他の2形態と異なりボーナストラックとして2曲追加されており、スマートフォンゲーム『バンドリ! ガールズバンドパーティ!』の期間限定実装曲として劇中のバンド「Pastel*Palettes」とコラボレーションした「もういちど ルミナス  feat.丸山彩（声：前島亜美） from Pastel*Palettes」（2021年12月31日配信リリース）と、テレビアニメ『マギアレコード 魔法少女まどか☆マギカ外伝 Final SEASON -浅き夢の暁-』最終話エンディングテーマとしてTrySailとコラボレーションした「オルゴール」を収録。
- 初回生産限定盤には特典CDとして、DJ和が代表曲を含むClariSの楽曲40曲を1時間8分にわたってノンストップに繋いだリミックス版「ClariS Non Stop Mix mixed by DJ和」が付属。
- 完全生産限定盤には、代表曲である「コネクト」「ルミナス」「カラフル」の新作ミュージックビデオを収録したBlu-ray Discが付属。デビュー10周年となった2020年10月に素顔を公開してから初めて自ら出演するミュージックビデオを制作している。

## 楽曲解説
2曲目の「Twinkle Twinkle」はJazzin'parkの栗原暁による楽曲。発売に先立って3月13日に先行配信リリースされている。クララは「80年代、90年代のレトロな雰囲気もありながら、現代っぽさ、洋楽っぽさもあって。今までのClariS感もありながら、新しさもあるんじゃないかな」、カレンは「これからの私たちが想像できる楽曲。大人っぽくセクシーな一方で、ファンシーさやロマンチックさもあって、1曲の中でいろいろな私たちが出てくる」と印象を語っている。
3曲目から5曲目は『マギアレコード 魔法少女まどか☆マギカ外伝』のタイアップ曲「ケアレス」「アリシア」「シグナル」が連続して収録。カレンは「どんどん前向きになっていくような歌詞になっている。この3曲はセットで聴いてほしい」と語っている。
6曲目の「missing you」は、クララは「雨という天気って憂鬱な気分にさせるものがあって。でも切ない中にもその先の雨が止んだ先に見える虹だったり、光だったりという温かさもある曲」と語る。また2人ともコロナ禍において思うような活動ができない、人に会えないなどの影響下にあるからこその楽曲とも語っている。
7曲目の「Fight!!」はテレビアニメ『はたらく細胞!!』のエンディングテーマ。クララは「歌っていて自分も元気をもらってしまうくらい、すごく力をもらえる曲。最強のハッピーソング」と語っている。
8曲目の「新世界ビーナス」は重永亮介によるスカナンバー。カレンに寄れば「実は5年前くらいから温めていたもの。以前もらった時、シングルに合わせることができなくて「今回は歌えないけど絶対にいつか歌いたい」と思っていた。でも今回は絶対に歌いたいと挑戦した」という。
10曲目の「瞳の中のローレライ」はGLAYのTAKUROによる楽曲。TAKUROは「お2人の素晴らしい歌声に見合うようメロディを編んで、この出会いによってClariSの新しい扉が開くと良いなと願いを込めて歌詞を書きました」とコメント。ロックについては初挑戦となり、クララは「いつもと違う体力、気力を使って、燃え尽きるまで歌った。歌い終わったあとはふたりとも燃え尽きたような感じになっていた」と語っている。
12曲目の「Mermaid」は人魚姫の気持ちを歌った曲。「ふたりでここまで切ない楽曲に挑戦するのがはじめてだったので、そういった意味では、またひとつ新しいClariSを見せられる楽曲になったと思う」とクララは語っている。
14曲目の「Summer Delay」は『SUMMER TRACKS -夏のうた-』からの再収録。クララは「Delayは遅れてくるという意味があって、実際に音が遅れて聴こえてきたり、感情が遅れてきたりっていう、面白い曲。実際に私たちもすごく大好きな楽曲」と語っている。
17曲目の「アイデンティティ」は恋をする女の子の気持ちを描いた楽曲。それと共にクララは「私たちに当てはまる部分がすごく多い」、カレン「今のお互いのことも思い浮かぶし、出会ってきた頃の私たちのことも思い浮かぶような楽曲になったなと思った」と印象を語っている。
通常盤ボーナストラックの「もういちど ルミナス feat.丸山彩 from Pastel*Palettes」は「楽曲自体もバンドサウンドでありながら、可愛らしさのあるものだったので、クララ、カレンというキャラクターになりきって歌った」とクララは語っている。
「オルゴール」はTrySailとのコラボレーション楽曲で、通常盤ボーナストラックの2曲目だけでなく、ClariS単独バージョンも16曲目に収録。5人になった事でクララは「2人では感じられない厚みや、それぞれの表現も皆さんに楽しんでいただければ嬉しい」、カレンはTrySailの3人がアニメでも声優として出演していることから「キャラクターの思いと共に歌を届けられているような気分。嬉しさの中にも不思議な気持ちがある」と語っている。この楽曲については4月4日に先行配信リリースされているほか、本アルバムと同日に発売されたTrySailの13thシングル「Lapis」にもインストゥルメンタルバージョンとともに収録され、通常盤にはTrySail単独バージョンも収録されている。

## 収録楽曲
| 完全生産限定盤・初回生産限定盤は全17曲、収録時間49:32 |                                                                       |                                    |                                                         |                                    |           |       |
| #                                                     | タイトル                                                              | 作詞                               | 作曲                                                    | 編曲                               | 制作      | 時間  |
| 1.                                                    | 「Introduction de Parfaitone」                                        |                                    |                                                         |                                    | 中尾昌史  | 0:11  |
| 2.                                                    | 「Twinkle Twinkle」                                                   | 栗原暁（Jazzin'park）              | 栗原暁（Jazzin'park）、Mitsunori Ikeda(Tachytelic Inc.) | Mitsunori Ikeda(Tachytelic Inc.)   |           | 3:47  |
| 3.                                                    | 「ケアレス」                                                          | 渡辺翔                             | 渡辺翔                                                  | 湯浅篤                             |           | 4:15  |
| 4.                                                    | 「アリシア」                                                          | 毛蟹（LIVE LAB.）                  | 毛蟹（LIVE LAB.）                                       | 湯浅篤                             |           | 3:50  |
| 5.                                                    | 「シグナル」                                                          | 磯谷佳江                           | 小野貴光                                                | 湯浅篤                             |           | 3:44  |
| 6.                                                    | 「missing you」                                                       | 丸山真由子                         | 丸山真由子                                              | 丸山真由子                         |           | 3:55  |
| 7.                                                    | 「Fight!!」                                                           | KOH                                | KOH                                                     | 毛蟹（LIVE LAB.）                  |           | 3:35  |
| 8.                                                    | 「新世界ビーナス」                                                    | 重永亮介                           | 重永亮介                                                | 重永亮介                           |           | 3:46  |
| 9.                                                    | 「Entr'acte I」                                                       |                                    |                                                         |                                    | 中尾昌史  | 0:23  |
| 10.                                                   | 「瞳の中のローレライ」                                                | TAKURO                             | TAKURO                                                  | 丸山真由子                         |           | 3:13  |
| 11.                                                   | 「Entr'acte II」                                                      |                                    |                                                         |                                    | 中尾昌史  | 0:12  |
| 12.                                                   | 「Mermaid」                                                           | 室屋優美/櫻井源/KiEE/Ryo Ito       | 室屋優美/櫻井源/KiEE/Ryo Ito                            | 櫻井源                             |           | 4:10  |
| 13.                                                   | 「Entr'acte III」                                                     |                                    |                                                         |                                    | 中尾昌史  | 0:16  |
| 14.                                                   | 「Summer Delay」                                                      | 長沢知亜紀（CWF）、永野小織（CWF） | 長沢知亜紀（CWF）、永野小織（CWF）                      | 長沢知亜紀（CWF）、永野小織（CWF） |           | 4:14  |
| 15.                                                   | 「Entr'acte IV」                                                      |                                    |                                                         |                                    | 中尾昌史  | 0:17  |
| 16.                                                   | 「オルゴール（ClariS ver.）」                                         | 渡辺翔                             | 渡辺翔                                                  | 湯浅篤                             |           | 4:45  |
| 17.                                                   | 「アイデンティティ」                                                  | 本田正樹（Dream Monster）          | 本田正樹（Dream Monster）                               | 本田正樹（Dream Monster）          |           | 4:51  |
| 18.                                                   | 「もういちど ルミナス feat.丸山彩 from Pastel*Palettes」(Bonus Track) | 織田あすか（Elements Garden）      | 末益涼太（Elements Garden）                             | 重永亮介                           |           | 4:23  |
| 19.                                                   | 「オルゴール」(Bonus Track、歌：ClariS×TrySail)                       | 渡辺翔                             | 渡辺翔                                                  | 湯浅篤                             |           | 4:44  |
| 合計時間:                                             | 合計時間:                                                             | 合計時間:                          | 合計時間:                                               | 合計時間:                          | 合計時間: | 58:31 |

| 全編曲: DJ和。 |                              |       |            |
| #              | タイトル                     | 作詞  | 作曲・編曲 |
| 1.             | 「Clear Sky」                |       |            |
| 2.             | 「nexus -season 02-」        |       |            |
| 3.             | 「irony -season 02-」        |       |            |
| 4.             | 「YUMENOKI」                 |       |            |
| 5.             | 「アネモネ」                 |       |            |
| 6.             | 「Wake Up -season 02-」      |       |            |
| 7.             | 「アワイ オモイ」            |       |            |
| 8.             | 「Bye-Bye Butterfly」        |       |            |
| 9.             | 「recall」                   |       |            |
| 10.            | 「Fight!!」                  |       |            |
| 11.            | 「CheerS」                   |       |            |
| 12.            | 「ヒトリゴト」               |       |            |
| 13.            | 「恋待かぐや」               |       |            |
| 14.            | 「ホログラム」               |       |            |
| 15.            | 「シニカルサスペンス」       |       |            |
| 16.            | 「シグナル」                 |       |            |
| 17.            | 「アリシア」                 |       |            |
| 18.            | 「ケアレス」                 |       |            |
| 19.            | 「ナイショの話 -2017 ver.-」 |       |            |
| 20.            | 「Fairy Party」              |       |            |
| 21.            | 「仮面ジュブナイル」         |       |            |
| 22.            | 「Brave」                    |       |            |
| 23.            | 「Gravity」                  |       |            |
| 24.            | 「border」                   |       |            |
| 25.            | 「SHIORI」                   |       |            |
| 26.            | 「コネクト -2017-」          |       |            |
| 27.            | 「ルミナス -2017-」          |       |            |
| 28.            | 「カラフル -2017-」          |       |            |
| 29.            | 「again」                    |       |            |
| 30.            | 「ひらひら ひらら」          |       |            |
| 31.            | 「このiは虚数」              |       |            |
| 32.            | 「冬空花火」                 |       |            |
| 33.            | 「イロドリ」                 |       |            |
| 34.            | 「Prism」                    |       |            |
| 35.            | 「STEP -season 02-」         |       |            |
| 36.            | 「PRIMALove」                |       |            |
| 37.            | 「Summer Delay」             |       |            |
| 38.            | 「CLICK -season 02-」        |       |            |
| 39.            | 「reunion -season 02-」      |       |            |
| 40.            | 「PRECIOUS」                 |       |            |
| 合計時間:      | 合計時間:                    | 68:00 |            |

| #  | タイトル                             | 作詞 | 作曲・編曲 |
| -- | ------------------------------------ | ---- | ---------- |
| 1. | 「コネクト -reformare- Music Video」 |      |            |
| 2. | 「ルミナス -reformare- Music Video」 |      |            |
| 3. | 「カラフル -reformare- Music Video」 |      |            |

## 演奏
- 小倉蒼：Guitar (#6.10)
- 丸山真由子：Programming & All Other Instruments (#6.10)
- 小木岳司：Acoustic Guitar (#14)
- The Answer：Bass (#14)
- 楠山日南子(Dream Monster)：Piano & Organ (#17)
- 本田正樹 (Dream Monster)：Programming & All Other Instruments (#17)